# Achterom (Hoorn)
Het Achterom is een straat in de binnenstad van de Noord-Hollandse stad Hoorn. De straat loopt van het kruispunt met de Kuil naar de Breed.  De straat ligt achter de Grote Noord en loopt vrijwel evenwijdig aan deze straat.

## Geschiedenis
Het Achterom begon als een gracht om een verbinding te vormen tussen het Breed en de Zuiderzee. De oorspronkelijke naam was Burchwal, of Wester Burchwal. Deze gracht werd in 1580 nog verdiept en verbreed, om 30 jaar later weer versmald te worden door de kades te verbreden. In 1654 werd de gracht niet gedempt, maar overkluisd waardoor er een weg en een riool ontstonden. Deze nieuw ontstane straat kreeg de naam Achterom, want de straat lag achter wat toen de hoofdstraat van de stad Hoorn was: het Grote Noord. Een groot aantal panden aan het Achterom behoort toe aan panden aan het Grote Noord, het betreft hier panden die dienden als tuinhuis of berging.

## Schuilkerk

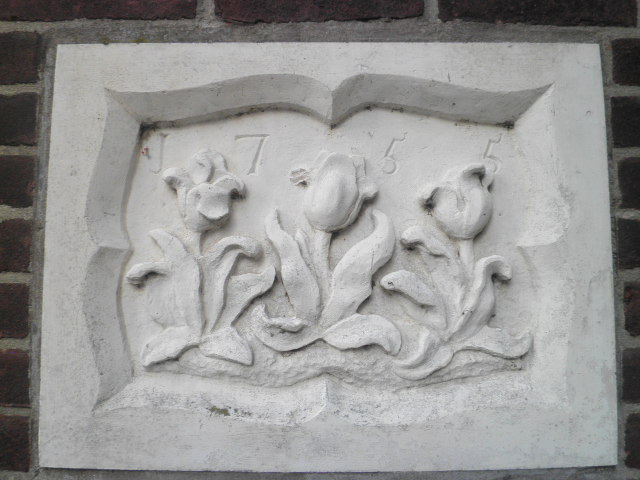
Gevelsteen aan de achterzijde van de Sint Cyriacus en Franciscuskerk.

Op de plek waar nu de Koepelkerk staat, ook bekend als de Sint Cyriacus en Franciscuskerk, bevond zich vroeger de schuilkerk De Drie Tulpen. De kerk werd rond 1755 gebouwd voor de katholieken van de stad Hoorn. De kerk was vernoemd naar het Huis met de drie tulpen welke ten behoeve van de kerk gesloopt werd. De ingang lag aan wat toen nog de Burchwal was. De kerk zelf werd in 1889 gesloopt om ruimte te maken voor de Koepelkerk.

## Verloop
Het Achterom begint bij het kruispunt met de Proostensteeg, De Driestal en de Kuil, een straat die naar de Westerdijk loopt. Het einde van de straat ligt bij de kruising met het Breed. Onderweg kruist het Achterom met de volgende stegen: 
1. Geldersesteeg
2. Nieuwsteeg
3. Jan van Neksteeg
4. Gortsteeg
5. Molsteeg

Tussen de Geldersesteeg en Nieuwsteeg maakt de straat een slinger richting de Westerdijk, om na de Nieuwsteeg weer terug te gaan. 

## Monumenten
Aan de straat bevinden zich meerdere rijksmonumenten en een aantal gemeentelijke monumenten. Tenzij anders vermeld gaat het om rijksmonumenten, het gaat om de volgende panden:
Even nummers:

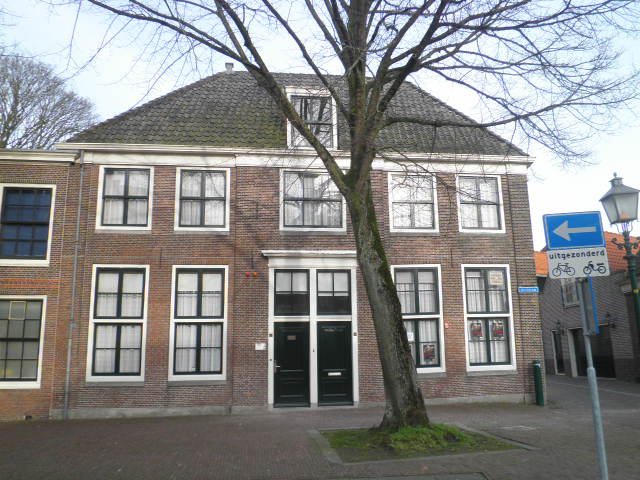
Achterom 2 en 4
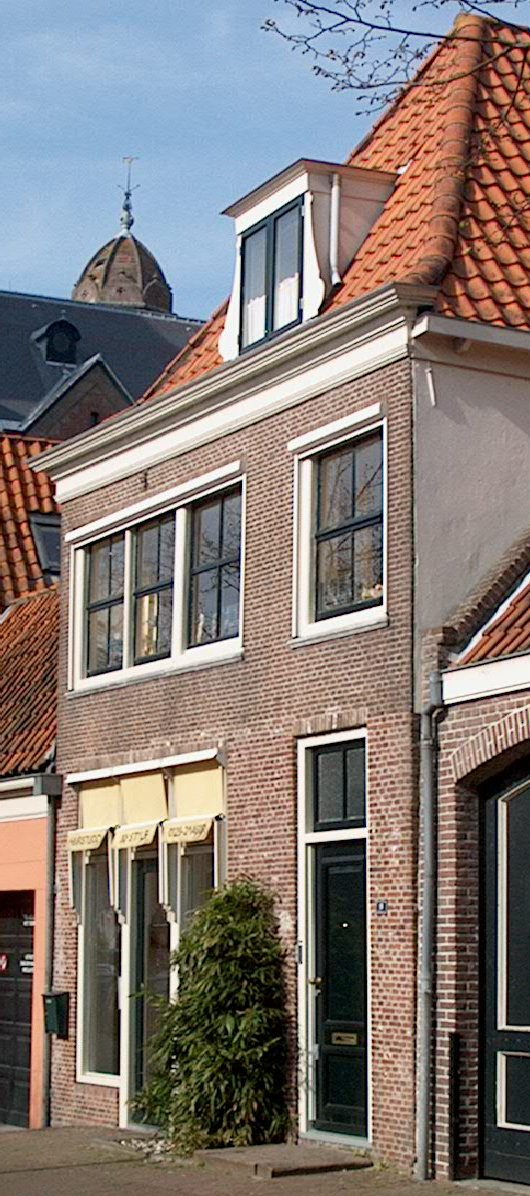
Achterom 18
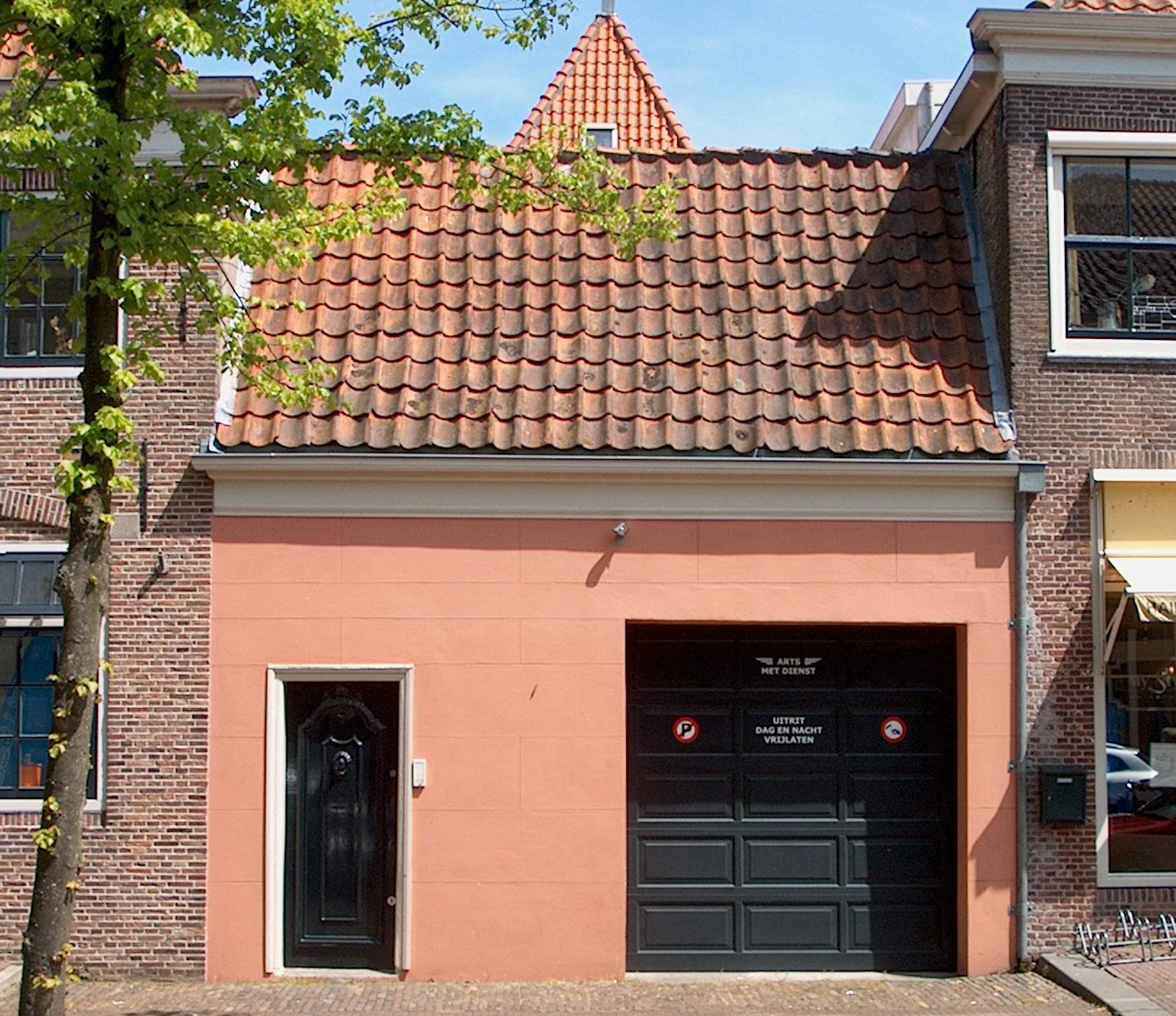
Achterom 20
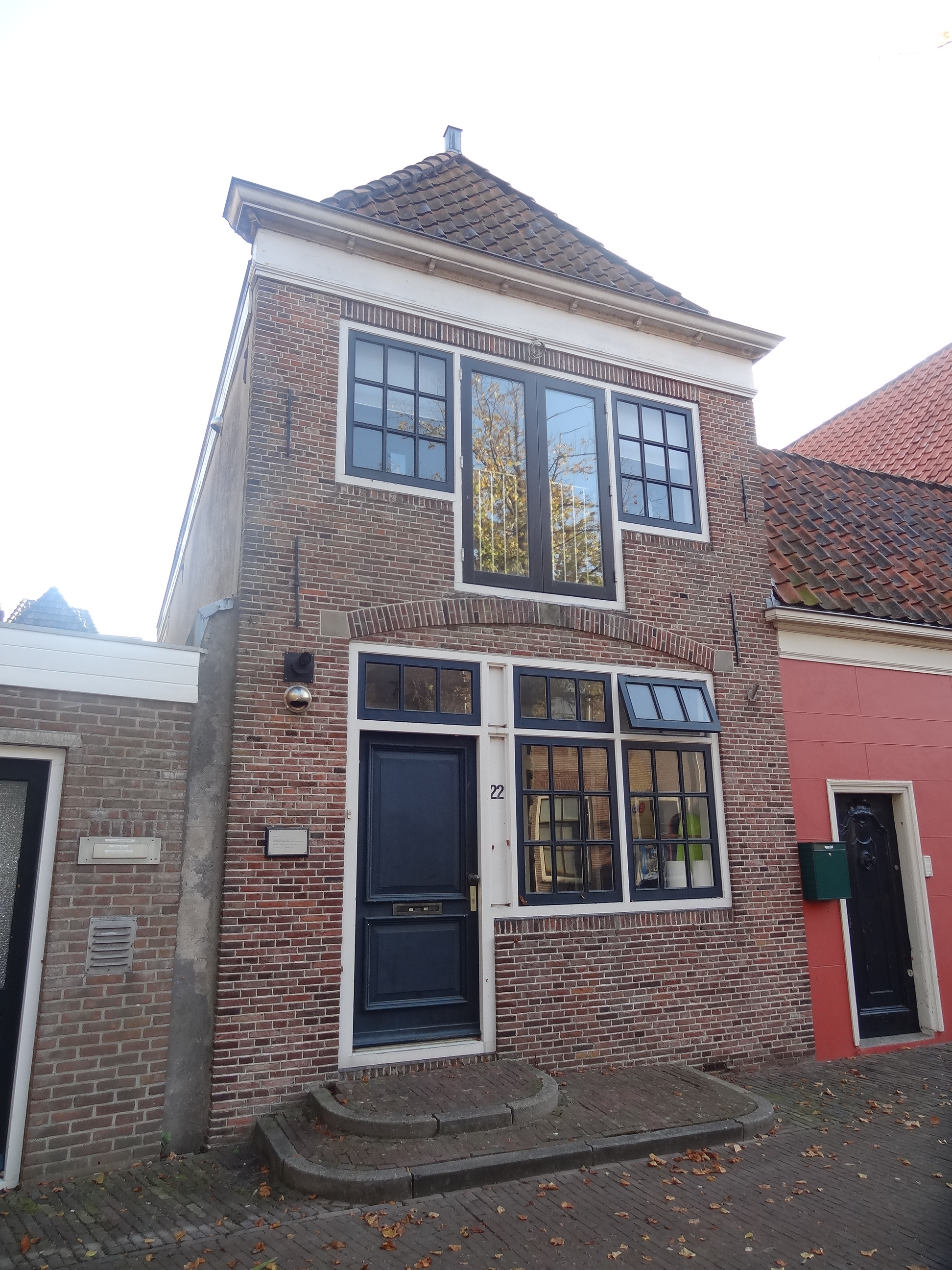
Achterom 22, gemeentelijk monument
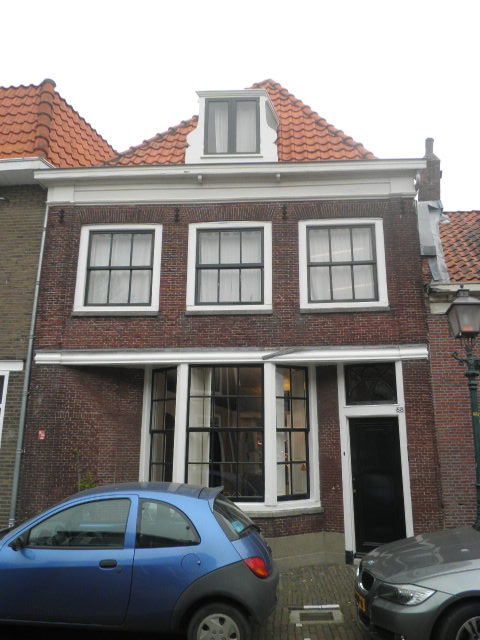
Achterom 68
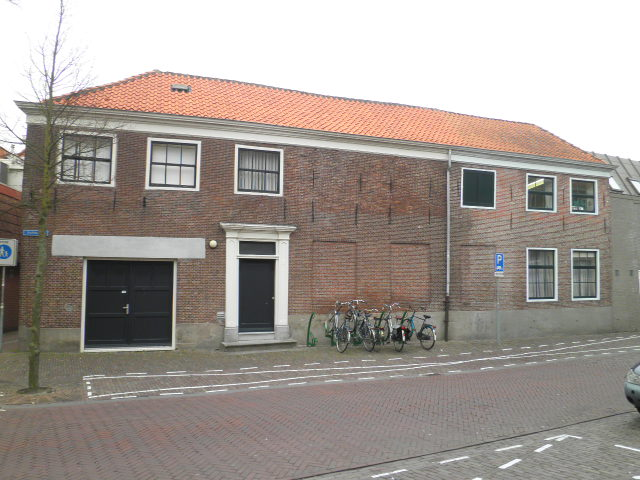
Achterom 82

Oneven nummers:

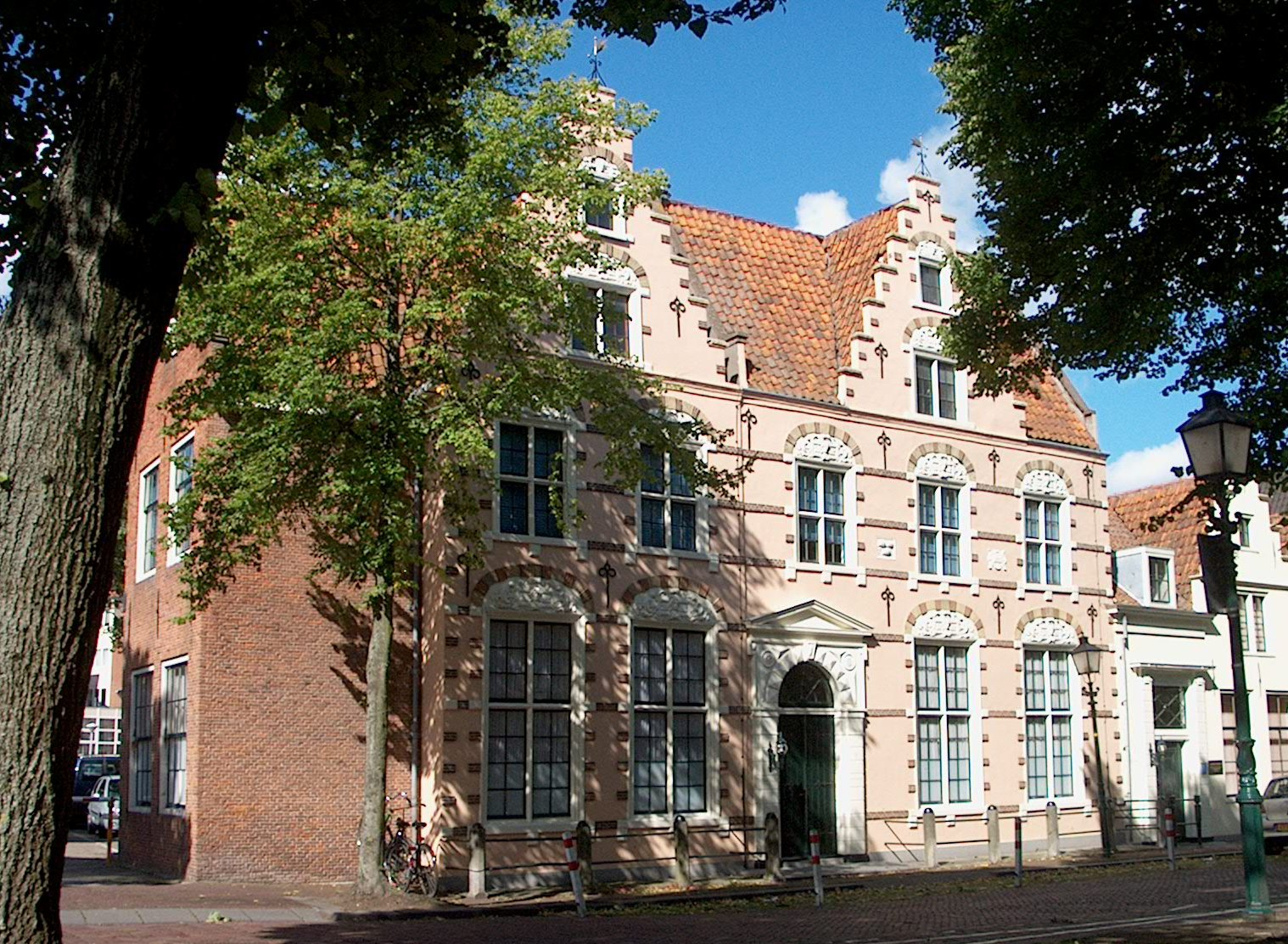
Achterom 3-5, ook wel Diaconiehuis
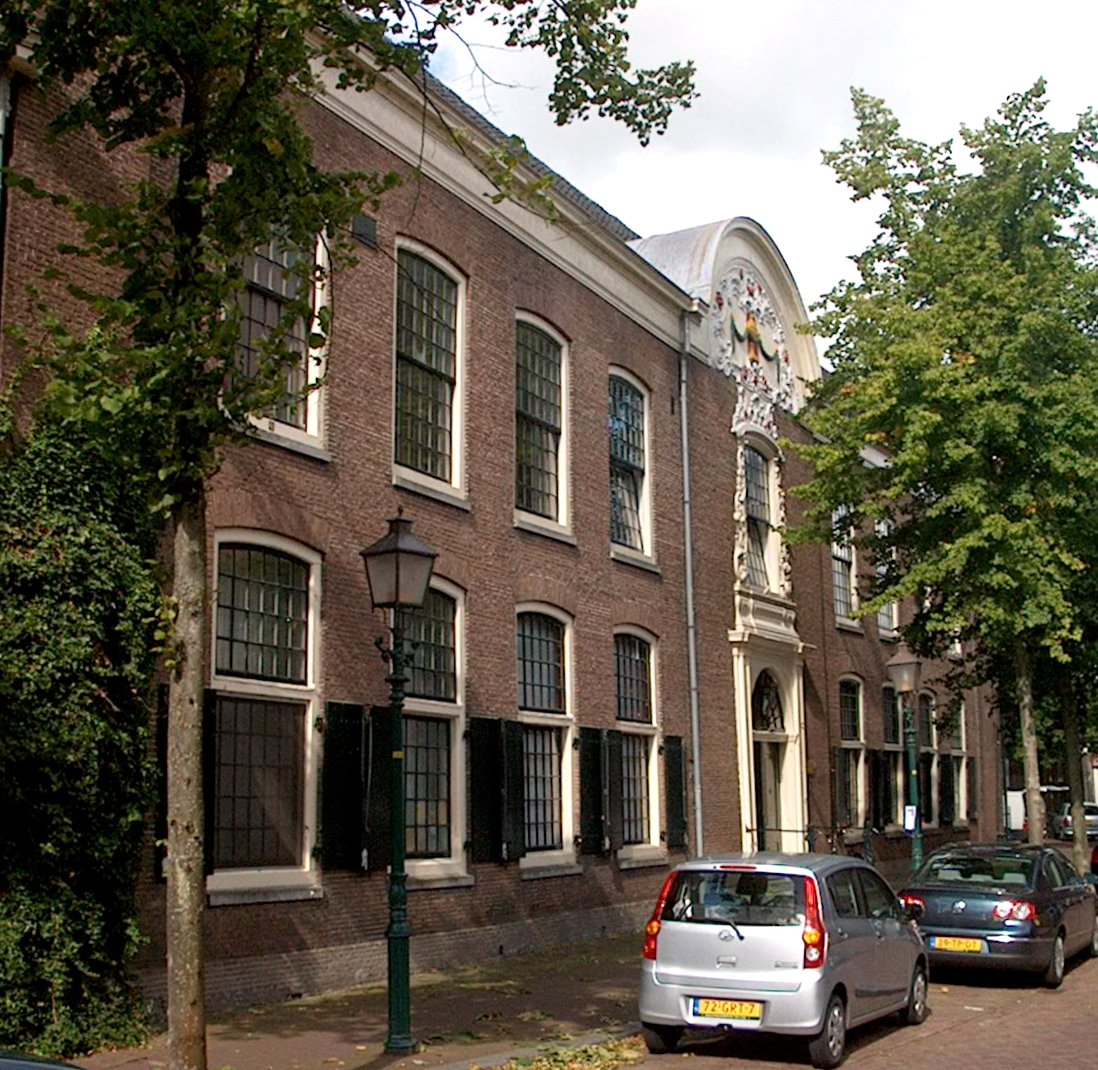
Achterom 17, ook wel Sint-Jozefhuis
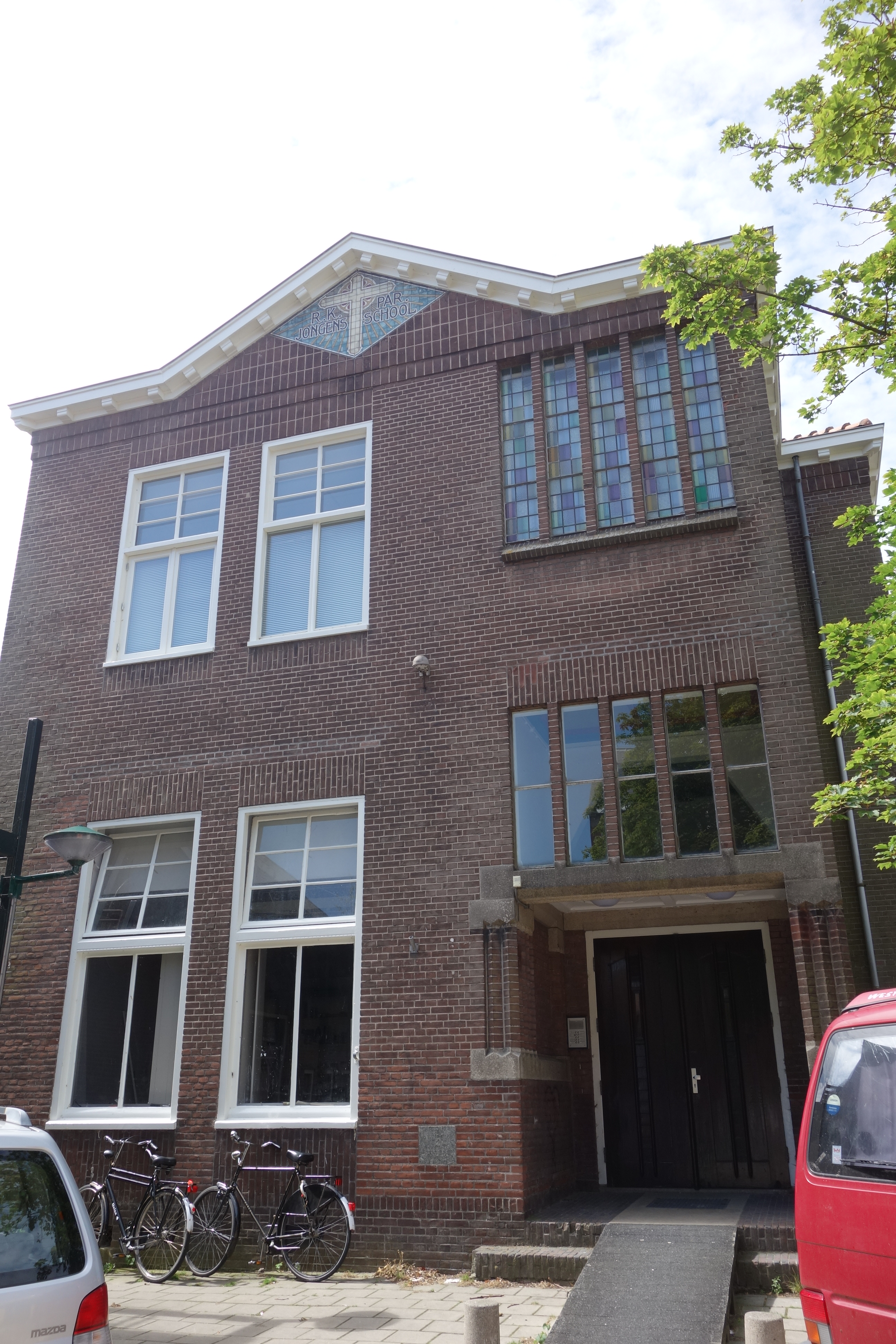
Achterom 19, de voormalige Sint Jozefschool, gemeentelijk monument
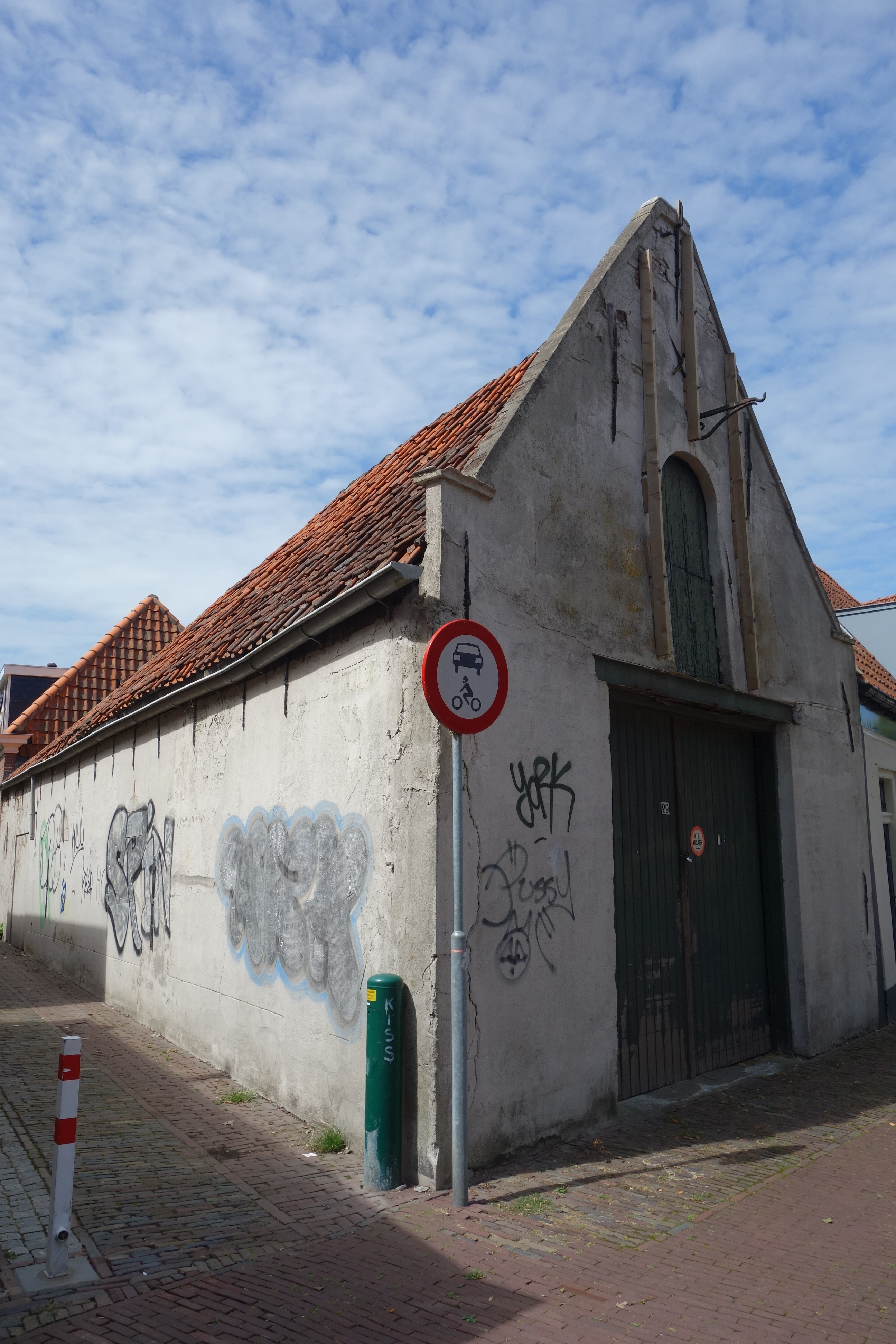
Achterom 29, gemeentelijk monument
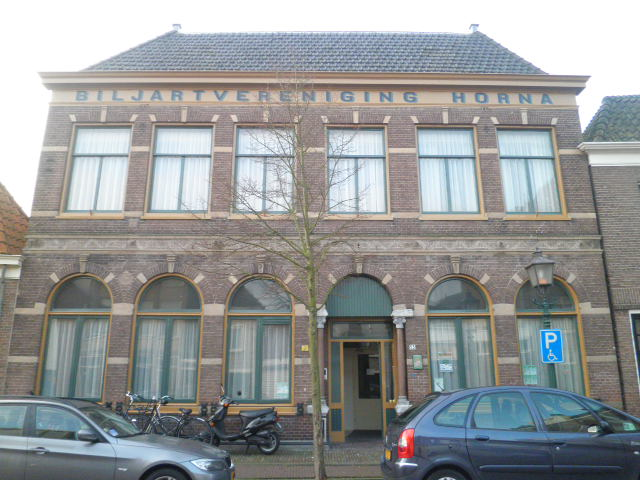
Achterom 53, gemeentelijk monument
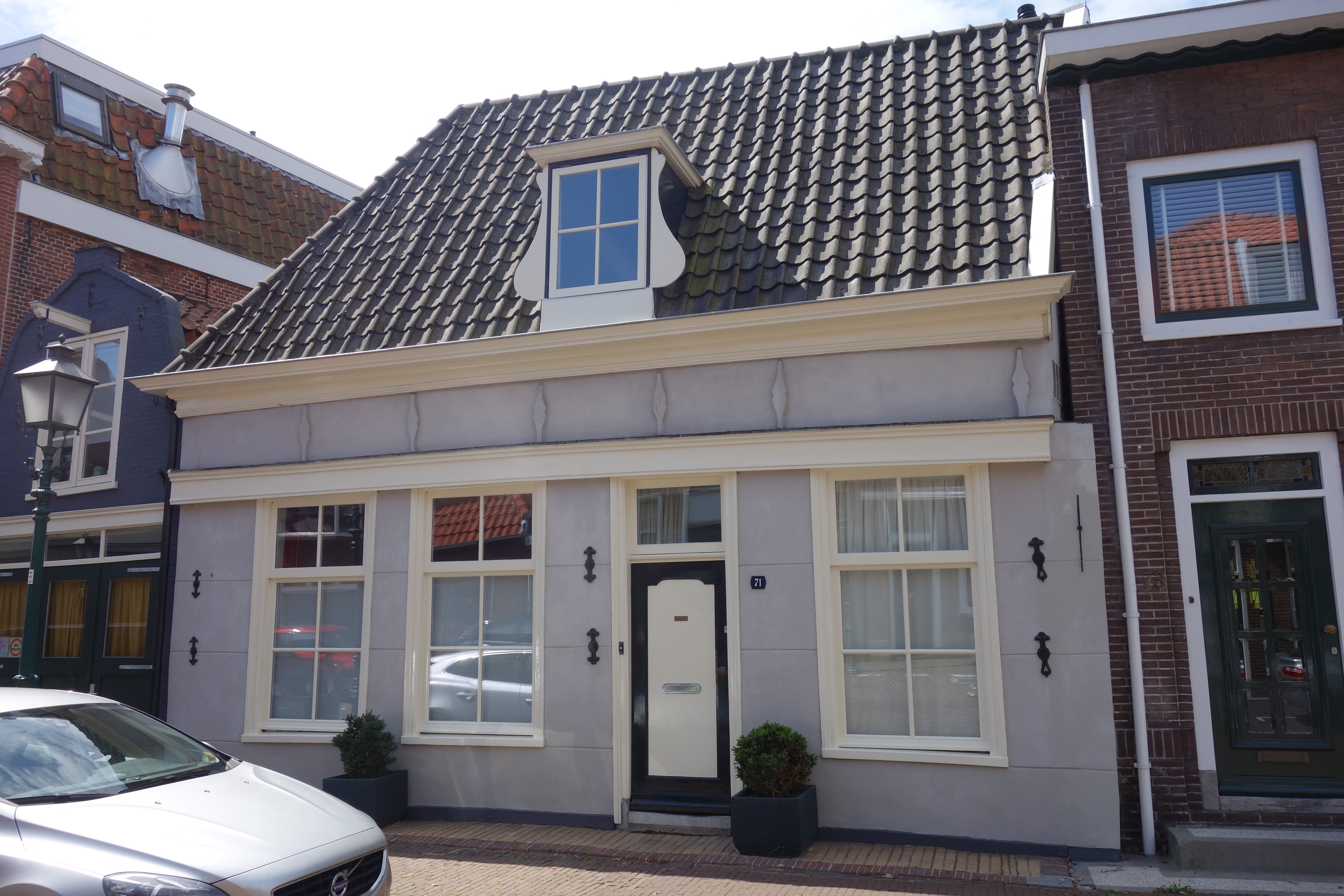
Achterom 71, gemeentelijk monument
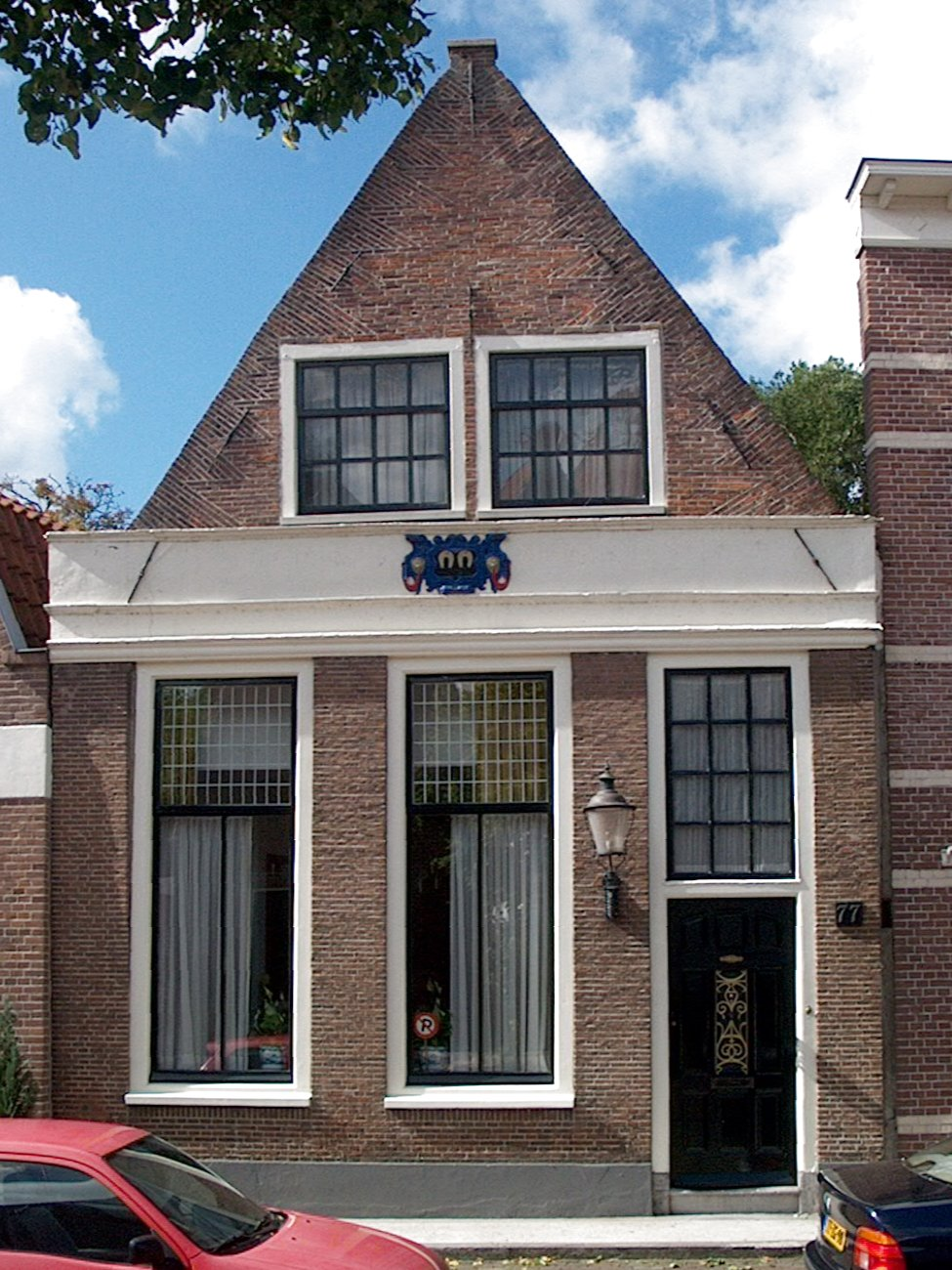
Achterom 77
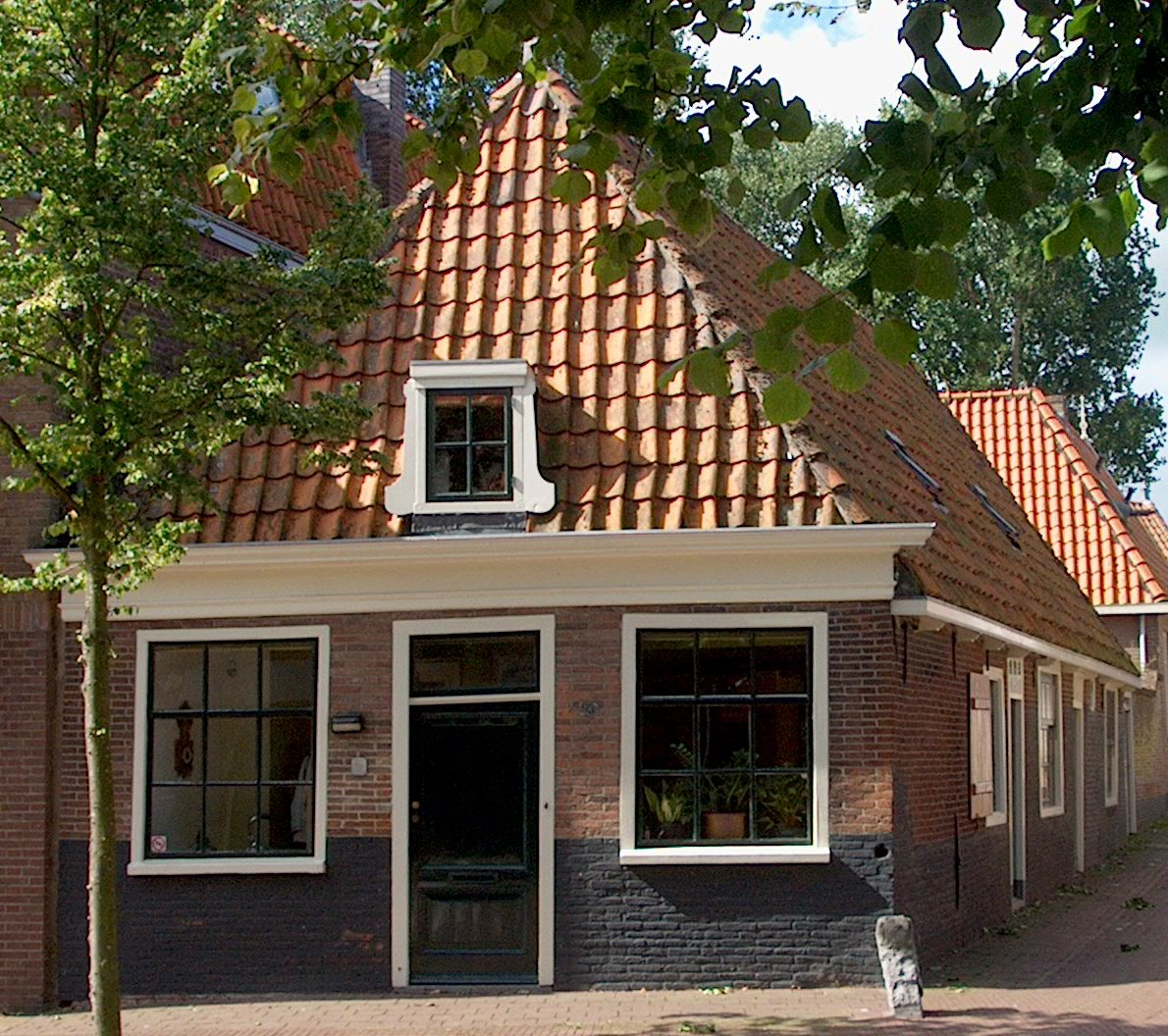
Achterom 93
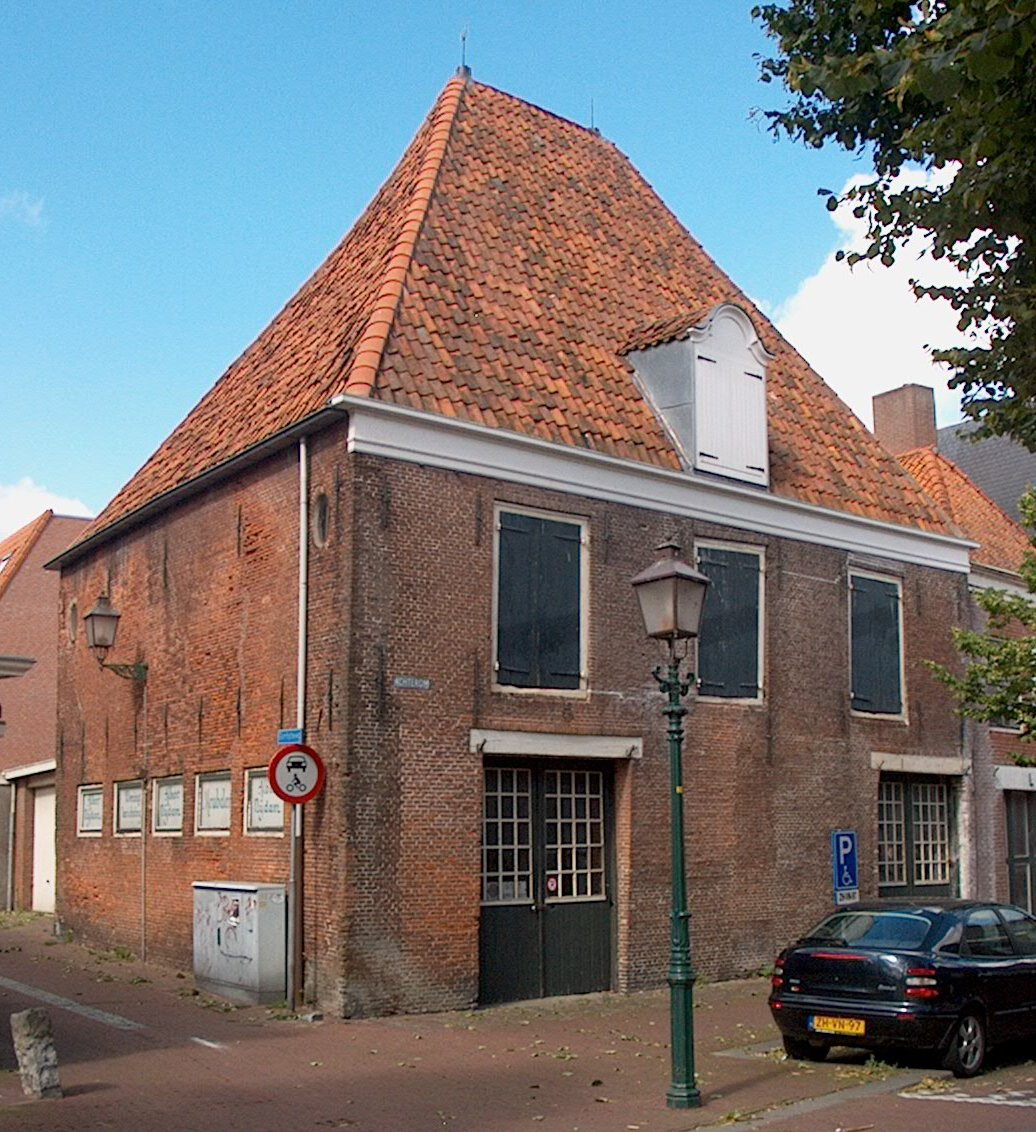
Achterom 95

Straten: ABC
· Achter de Vest
· Achter op 't Zand
· Achterom
· Achterstraat
· Appelhaven
· Baanstraat
· Bierkade
· Binnenluiendijk
· Breed
· Breestraat
· Buurtje
· Dal
· Draafsingel
· Dubbele Buurt
· G.J. Henninkstraat
· Gasfabriekstraat
· Gedempte Appelhaven
· Gedempte Turfhaven
· Gerritsland
· Gouw
· Grashaven
· Gravenstraat
· Grote Noord
· Grote Oost
· Hoge Vest
· Jeudje
· Italiaanse Zeedijk
· Keern (gedeeltelijk)
· Kerkstraat
· Kleine Noord
· Kleine Oost
· Koepoortsweg (gedeeltelijk)
· Korenmarkt
· Korte Achterstraat
· Kruisstraat
· Kuil
· Lange Kerkstraat
· Lindestraat
· Munnickenveld
· Muntstraat
· Nieuwe Noord
· Nieuwendam
· Nieuwland
· Nieuwstraat
· Noorderstraat
· Onder de Boompjes
· Oude Doelenkade
· Pakhuisstraat
· Peperstraat
· Ramen
· Scharloo
· Schuijteskade
· Slapershaven
· Spoorstraat
· Trommelstraat
· Turfhaven
· Veemarkt
· Veermanskade
· Venidse
· Vijzelstraat
· Vismarkt
· Visserseiland
· Vollerswaal
· West
· Westerdijk
· Wisselstraat
· Zon

Pleinen: De Driestal
· Kazerneplein
· Kerkplein
· Koepoortsplein
· Noorderveemarkt
· Roode Steen
· Vale Hen

Stegen: 't Glop
· Appelsteeg
· Arminiaanse Glop
· Bagijnensteeg
· Bottelsteeg
· Bottersteeg
· Broeksteeg
· Brouwerijsteeg
· Clara's Klooster
· De Zak
· Duinsteeg
· Foreestensteeg
· Geldersesteeg
· Gortsteeg
· Hanekamsteeg
· Hemelsteeg
· Hoogesteeg
· Jan Haringsteeg
· Jan van Necksteeg
· Jeroenensteeg
· Kleine Havensteeg
· Kloppoort
· Knipboogsteeg
· Mallegomsteeg
· Melknapsteeg
· Molsteeg
· Mosterdsteeg
· Nieuwsteeg
· Oosterkerksteeg
· Paardensteeg
· Paradijssteeg
· Pieterseliesteeg
· Pompsteeg
· Proostensteeg
· Schellinkhoutersteeg
· Schoolsteeg
· Schotland
· Sliep Schaar en Messteeg
· Slijksteeg
· Smelterssteeg
· Tempelsteeg
· Turfsteeg
· Watertje
· Wester St. Jansteeg
· Wijdebrugsteeg
· Wijdesteeg
· Zevenhoeksesteeg
· Zoutkeetsteeg